# El arte de ensoñar
El arte de ensoñar (The Art of Dreaming) es el noveno libro escrito por Carlos Castaneda. Su edición en español es de diciembre de 1993, y tuvo dos ediciones en ese mismo mes.

## Partes de las que consta el libro y sus títulos
Nota introductoria del autor y trece capítulos.
1. Los brujos de la antigüedad
2. La primera compuerta del ensueño
3. La segunda compuerta del ensueño
4. La fijación del punto de encaje
5. El mundo de los seres inorgánicos
6. El mundo de las sombras
7. El explorador azul
8. La tercera compuerta del ensueño
9. La nueva área de exploración
10. Acechar a los acechadores
11. El inquilino
12. La mujer de la iglesia
13. Volando en alas del intento

## Comentario sucinto del contenido de este libro
De todos es sabido de lo caótico y desordenado del universo onírico. En los sueños todo es posible, el ser humano y la mayoría de los seres vivos con un sistema nervioso desarrollado como los mamíferos, sueñan y necesitan soñar.
Desde el punto de vista del pensamiento castanediense, el concepto de soñar adquiere todo su sentido con técnicas muy concretas que son expuestas en este libro.
Esas técnicas se denominan el arte del ensueño, y al hecho de ensoñar, la actividad voluntaria y consciente de controlar los sueños para pasar a un estado de conciencia diferente donde es posible realizar auténticos viajes hacia otros planos de la conciencia, mundos y universos.
Este libro ilustra e instruye sobre el arte del ensoñar.
Los videntes toltecas observaron que en la estructura energética del ser humano hay un punto de luz brillante al que denominan punto de encaje y que cuando se sueña, este punto cambia de posición y lo hace de forma natural.
La percepción habitual del ser humano establece la fijación del punto de encaje en un lugar concreto, en la parte posterior del omoplato derecho, en la superficie de la envolvente del huevo luminoso (estructura energética del ser humano) -- el aura --
Durante el ensoñamiento, el punto de encaje se desplaza y fija en otros lugares de la estructura energética o fuera de ella, arrastrando consigo el campo, deformándolo.
El punto de encaje actúa como un sintonizador de emisora, según la posición y grado de fijación (acecho) se percibe una realidad específica y foránea, ya que el ser humano no habita en esos universos.
Los habitantes de esos universos se denominan conciencia inorgánica en general, y específicamente, los guerreros toltecas castanedienses practican el arte del ensueño utilizando a un tipo de conciencia inorgánica al que denominan explorador. 
El explorador cuando entra en contacto con el ensoñador nos sirve a modo de guía turístico para ir a esos universos de conciencia foránea, permitiéndonos seguirlo.
No existe una razón altruista por parte del explorador, pues como conciencia inorgánica que es, es depredador por naturaleza, depredador de conciencia, el explorador nos permitirá seguirlo a su lugar de origen, pero intentará introducirnos en una trampa para cazarnos y acabar con nosotros.
El objetivo del arte del ensoñar es un entrenamiento específico para cuando llegue el momento trascendental de la partida.